# Bitwa przy Golfo Triste
Bitwa przy Golfo Triste – starcie pomiędzy piratami Roche'a Braziliano a oddziałem Hiszpanów w pobliżu zatoki Golfo Triste.
Po tym jak sztorm zniósł i rozbił na wybrzeżu wenezuelskim piracki okręt, ocalała część załogi - 30 ludzi - pod wodzą kapitana R. Braziliano postanowiła przedostać się do zatoki Golfo Triste. Było to miejsce, w którym w XVII wieku piraci często dokonywali napraw okrętów.
Po czterech dniach podróży, piratów zaskoczył oddział hiszpańskiej kawalerii. Piraci nieoczekiwanie jednak przystąpili do ataku. Szarża kawalerii załamała się w ciężkim ostrzale - bukanierzy słynęli z precyzyjnego strzelania - i po godzinnej walce Hiszpanie zostali zmuszeni do ucieczki. Piraci stracili jedynie 2 ludzi i z 2 rannymi wyruszyli w dalszą podróż.